# جنك (آلة موسيقية)

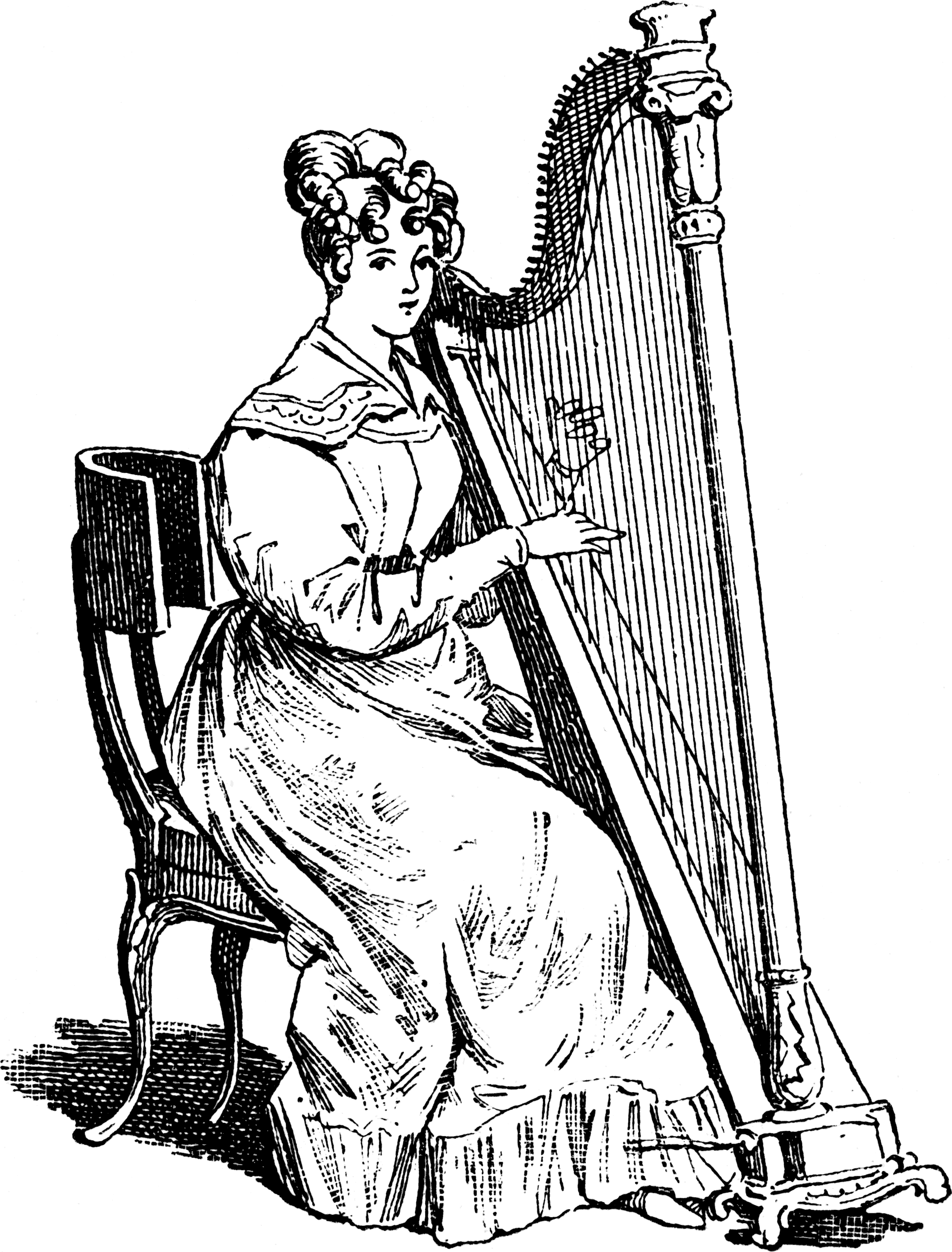
موسيقية تعزف على الجنك

الجَنْك أو الصَّنْج (كلاهما معرّب من الفارسية چَنْگ، الجمع: جُنُوك وصُنُوج، لكن الاسم الثاني أصبح لآلة إيقاعية يسميها الإنجليز Cymbal) أو القِيثَار هي آلة موسيقية ذات أوتار. اُكتشف أول جنك في العالم في سومر.

## أنواع
تتقسم إلى أربعة أنواع:
1. جنك الأركسترا
2. جنك التقليدي
3. جنك القديمي

## أنواعها من حيث الشكل والهيكل

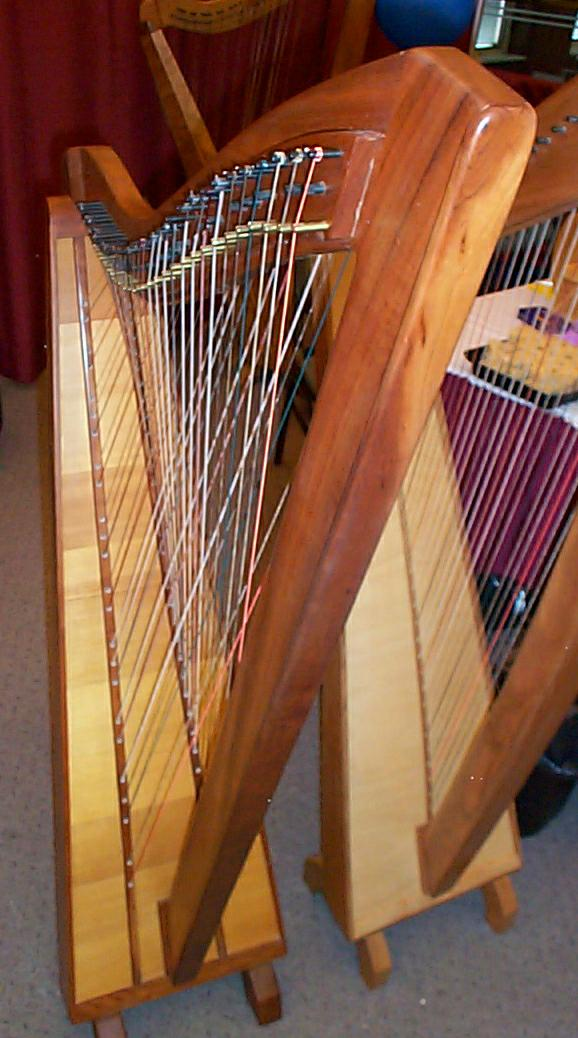
ذو الزاوية الحادة

1. ذو الزاوية الحادة
2. المقوس
3. فان
4. كندوغ إيران

## وصلات خارجية
- "Tears, Laughter, Magic" - An Interview with Master Celtic Harp Builder Timothy Habinski on AdventuresInMusic.biz, 2007
- Celtic Harp Amplification Series - using microphones and guitar amplifiers with folk harps
- Markwood Strings-information on installing harp strings, harp string installation guide